# Fuscideaceae
Fuscideaceae Hafellner – rodzina grzybów z klasy miseczniaków (Lecanoromycetes).

## Systematyka
Pozycja w klasyfikacji według Index Fungorum: Fuscideaceae, Umbilicariales, Umbilicariomycetidae, Lecanoromycetes, Pezizomycotina, Ascomycota, Fungi.
Według aktualizowanej klasyfikacji Index Fungorum bazującej na Dictionary of the Fungi do rodziny tej należą rodzaje:
- Albemarlea Lendemer & R.C. Harris 2016
- Fuscidea V. Wirth & Vezda 1972 – ciemnik
- Hueidea Kantvilas & P.M. McCarthy 2003
- Lettauia D. Hawksw. & R. Sant. 1990
- Maronea A. Massal. 1856 – krociec
- Maronora Kalb & Aptroot 2018
- Orphniospora Körb. 1874 – węglik[2]

Nazwy polskie według W. Fałtynowicza.